# Marie Colban
Marie Colban (Christiania, 18 de diciembre de 1814–Roma, 27 de marzo de 1884) fue una novelista, escritora de cuentos y traductora noruega.

## Biografía
Nació en Christiania (actualmente Oslo), Noruega. Sus padres fueron Peter Nicolai Schmidt (1776-1846) y Petronelle Sandberg (1787-1846). Su padre era abogado. Se casó con el maestro Nathanael Angell Colban (1793–1850) en 1836. Después de la muerte de su marido en 1850, se fue a vivir a París a partir de 1856 y escribió para periódicos noruegos. En verano solía visitar Noruega, pero en otoño regresaba a París.
Tradujo la novela Mathilde de Eugène Sue y otras obras literarias del francés al noruego. Su primera obra literaria fue Lærerinden en 1869. Posteriormente escribió Tre Noveller, 1873, y Jeg lever, 1877. Desde 1882 hasta 1884 publicó una serie de artículos autobiográficos de sus últimos años en París en la revista Nyt Tidsskrift. Pasó sus últimos años en Roma, donde murió en 1884 y fue enterrada en el Cementerio Protestante.

## Antología
- Lærerinden, en Skizze, 1869
- Tre Noveller, tilegnet norske Kvinder, 1873
- Tre nye Noveller, 1875
- Jeg lever, 1877
- En gammel Jomfru, 1879
- Cleopatra, 1880
- Thyra, 1882